# Þingeyjarsveit
Þingeyjarsveit is een gemeente in het noorden van IJsland in de regio Norðurland eystra. Het heeft 686 inwoners (in 2005) en een oppervlakte van 5.424 km². De grootste plaats in de gemeente is Laugar met 110 inwoners (in 2005). De lang uitgestrekte gemeente wordt aan beide kanten begrensd door de rivier de Skjálfandafljót en loopt vanuit de gletsjer Tungnafellsjökull in het hoogland in het zuiden naar de kust van de baai Skjálfandi met het eiland Flatey in het noorden. Een hoogtepunt qua landschap vormt de waterval Goðafoss.
De gemeente ontstond op 15 januari 2001 door het samenvoegen van de gemeentes Hálshreppur, Ljósavatnshreppur, Bárðdælahreppur en Reykdælahreppur. Op 26 april 2008 werd Aðaldalur (Aðaldælahreppur) in de gemeente opgenomen. In een referendum op 8 oktober 2005 wees de bevolking een annexatie door Húsavík af.
Akureyrarkaupstaður · Norðurþing · Fjallabyggð · Dalvíkurbyggð · Eyjafjarðarsveit · Hörgársveit · Svalbarðsstrandarhreppur · Grýtubakkahreppur · Skútustaðahreppur · Tjörneshreppur · Þingeyjarsveit · Svalbarðshreppur · Langanesbyggð